# کوی لیانگ
کوی لیانگ (انگلیسی: Cui Liang؛ زادهٔ ۲۰ فوریهٔ ۱۹۸۳) بازیکن هندبال اهل چین بود. وی در بازی‌های المپیک تابستانی ۲۰۰۸ شرکت کرده‌است.